# Radek Farský
Radek Farský (Slaný, 11 aprile 1999) è un cestista ceco.

## Palmarès
- Campionato ceco: 1

Opava: 2022-2023